# Idris al-Wathiq
Idris al-Wathiq, död 1269, var regerande kalif av Almohadkalifatet 1266–1269.